# Memoriál generála Custera
Memoriál generála G. A. Custera je přehlídka fanoušků koní a vojenské historie připomínající americkou kavalerii 19. století, která se od roku 2001 každoročně koná v srpnu v Hněvšíně u Nového Knína v okrese Příbram. Pojmenována je podle plukovníka Custera, zabitého indiány v bitvě na Little Bighornu.
Spolupořadatelem akce je herec Václav Vydra, který o Memoriálu též píše ve své knize Můj rok s koňmi, doplněné fotografiemi Dalibora Gregora.
Prvního ročníku v roce 2001 se podle Vydry zúčastnilo 30 jezdců a asi 100 diváků, 7. ročníku v roce 2007 pak 190 jezdců a asi 5 000 diváků , v roce 2008 bylo jezdců 186.